# Sant Francesc (Riga)
L'Església de la Sant Francesc (en letó: Svētā Franciska Romas katoļu baznīca) és una església catòlica romana a la ciutat de Riga, capital de Letònia. L'església està situada al Carrer Katoļu, 16; en el barri Forštate Maskavas. L'edifici va ser consagrat l'any 1892 per Franciszek Albin Symon, el bisbe auxiliar de Mohilev. El 1891 es van completar les dues torres de 60 metres d'altura.

## Referències

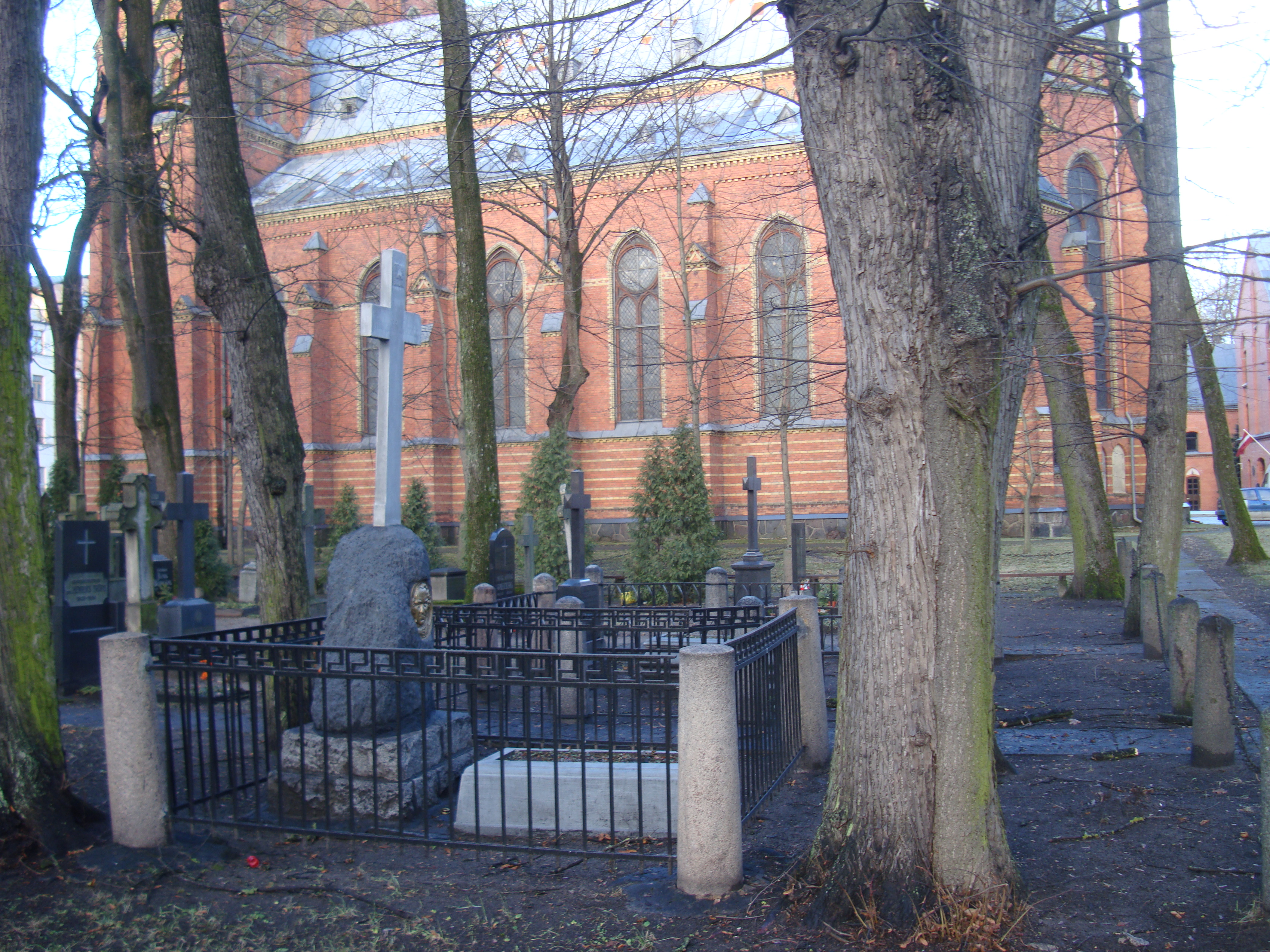
Tomba de Conradin Kreutzer al cementiri de l'església de Sant Francesc.